# Esserval-Combe
Esserval-Combe è un comune francese di 17 abitanti situato nel dipartimento del Giura nella regione della Borgogna-Franca Contea.

## Società

### Evoluzione demografica
Abitanti censiti